# Филострат Стари
Вижте пояснителната страница за други личности с името Филострат.
Флавий Филострат или Филострат Стари, Филострат II (на латински: Lucius Flavius Philostratus, на гръцки: Φλάβιος Φιλόστρατος; * ок. 165/170; † между 244 и 250 г.), наричан „Атински“ е древногръцки писател.

## Биография
Фамилията му произлиза от остров Лемнос, където има собственост. Баща му Филострат Верос има атинско гражданство, както всички от острова по това време. Учи в Атина. Неговият учител e Проклос от Наукратис; вероятно следва и при Дамианос от Ефес, Хиподромос от Лариса (Хиподромос от Тесалия) и Антипатър от Хиераполис (Публий Елий Антипатър). Според Суда той прави кариера в Атина и Рим като оратор и учител. Вероятно е идентичен с Луций Флавий Филострат, който е споменат в три надписа като атинска личност.
През 205/207 г. Филострат намира достъп в Рим в двореца на император Септимий Север, където печели покровителството на императорката Юлия Домна. Придружава императорската фамилия в пътуванията ѝ. По времето на Каракала той е доказан през 212 или 213 г. в Галия в близост на императора, вероятно го придружава и в похода му на Изток в Ориента 214-217 г. След смъртта на Юлия Домна (217) той се оттегля в Атина; там вероятно е през последните си години учител по реторика. Той умира според Суда по време на управлението на император Филип I Араб (244–249).
Флавий Филострат е женен за Аврелия Мелитине и има с нея два сина, от които единият има сенаторски ранг, както и други негови роднини. Дядо е на Филострат Млади.

## Произведения
Филострат пише на гръцки език следните произведения:
- Животът на Аполоний Тиански, описание на живота на питагорееца Аполоний Тиански в осем книги, завършено между 217 и 238 г. по поръчка на императорката Юлия Домна.
- Биографии на софистите
- Gymnastikós („За гимнастиката“), история за гръцките атлети; завършено сл. 219 г.
- Hērōikós („За героите“), диалог сл. 213 г.
- Eikónes
- Dialéxis, Dialexis I, Dialexis II, Dialéxeis
- 73 писма, между тях 58 любовни писма
- Nérōn, диалог
- Епиграми

## Издания и преводи
Писма
- Allen Rogers Benner/Francis H. Fobes (Hrsg.): The Letters of Alciphron, Aelian and Philostratus. Harvard University Press, Cambridge (Mass.) 1979, ISBN 0-434-99383-2

Dialexis II
- Philostratos: Dialexis 2. In: Ewen Bowie/Jaś Elsner (Hrsg.): Philostratus. Cambridge University Press, Cambridge 2009, ISBN 978-0-521-82720-1, S. 356–357

Gymnasticus
- Julius Jüthner: Philostratos über Gymnastik. Grüner, Amsterdam 1969 (Nachdruck der Ausgabe Leipzig 1909; kritische Edition mit Übersetzung und Kommentar)

Heroicus
- Ludo de Lannoy: Flavii Philostrati Heroicus. Teubner, Leipzig 1977 (kritische Edition)
- Andreas Beschorner: Helden und Heroen, Homer und Caracalla. Levante editori, Bari 1999 (enthält den griechischen Text der kritischen Edition von Lannoy mit deutscher Übersetzung und Kommentar)
- Peter Grossardt: Einführung, Übersetzung und Kommentar zum Heroikos von Flavius Philostrat. 1. Teilband: Einführung und Übersetzung. 2. Teilband: Kommentar. Schwabe, Basel 2006, ISBN 978-3-7965-2203-1

Imagines
- Otto Schönberger: Philostratos: Die Bilder. 2. Auflage, Königshausen & Neumann, Würzburg 2004, ISBN 3-8260-2359-5 (griechischer Text mit deutscher Übersetzung)

Vita Apollonii
- Vroni Mumprech: Philostratos: Das Leben des Apollonios von Tyana. Artemis-Verlag, München 1983, ISBN 3-7608-1646-0 (griechischer Text mit deutscher Übersetzung)

Vitae sophistarum
- Wilmer Cave Wright: Philostratus and Eunapius: The Lives of the Sophists. Harvard University Press, Cambridge (Mass.) 1989, ISBN 0-674-99149-4